# Hans-Georg Pott
Hans-Georg Pott (* 1946 in Oerlinghausen) ist ein deutscher Germanist.

## Leben
Hans-Georg Pott verbrachte seine Kindheit und Jugend in der Bergstadt Oerlinghausen. Sein Abitur erwarb er 1966 am Max-Planck-Gymnasium in Bielefeld. Von 1966 bis 1972 studierte er in Berlin (FU), der Johannes-Gutenberg-Universität in Mainz und der Heinrich-Heine-Universität in Düsseldorf. 1974 erfolgte die Promotion, 1979 die Habilitation. Von 1983 bis 2011 war er Professor für Neuere Germanistik an der Heinrich-Heine-Universität. Von 1983 bis 1988 leitete er das Eichendorff-Institut an der Universität Düsseldorf.
Seine Forschungsschwerpunkte sind Alter, Aufklärung, Religion und Kulturgeschichte.

## Schriften
- Die Schöne Freiheit. Eine Interpretation zu Schillers Schrift „Über die ästhetische Erziehung des Menschen in einer Reihe von Briefen“. München 1980 (Theorie der Schönen Künste und Literatur 56). Robert Musil, München 1984 (UTB 1246).
- Neue Theorie des Romans. Sterne - Jean Paul - Joyce - Schmidt. München 1990.
- Literarische Bildung. Zur Geschichte der Individualität. München 1995.
- Die Wiederkehr der Stimme. Telekommunikation im Zeitalter der Post-Moderne. Wien 1995.
- Schiller und Hölderlin. Studien zur Poetik und Ästhetik. Frankfurt/Main u. a. 2002. (Oppelner Beiträge zur Germanistik Band 4).
- Yvonne-Patricia Alefeld (Hrsg.): Von der Liebe und anderen schrecklichen Dingen. Festschrift für Hans-Georg Pott. Bielefeld 2007, ISBN 3-89528-614-1.
- Eigensinn des Alters. Literarische Erkundungen. München 2008. ISBN 3-77054-595-8
- Kontingenz und Gefühl. Studien zu/mit Robert Musil. München 2013. ISBN 3-77055-586-4
- Aufklärung über Religion. Literarische Perspektiven. Basel und Berlin 2021.